# Fürtös homokliliom
A fürtös homokliliom (Anthericum liliago) a spárgafélék családjába tartozó, száraz réteken, homoki erdőkben élő fehér vadvirág.

## Megjelenése
A fürtös homokliliom 30–60 cm magas  évelő, lágyszárú növény. Fűszerű levelei tőlevélrózsát alkotnak; hosszúak (akár 50 cm-esek), szálasak, nagyon keskenyek (3–5 mm szélesek). Viaszbevonatuk miatt gyakran szürkészöldek. Szélük befelé hajolhat.
Május-júniusban virágzik. Egyenes, felálló szárán helyezkedik el 6-10 látványos virágból álló egyszerű fürtvirágzata. A virágoknak hat fehér, tompa végű szirma van, amelyek hosszabbak a sárga porzóknál vagy a végén felfelé görbülő bibeszálnál. A szirmok kb. 3 mm szélesek és 16–22 mm hosszúak. Virágai liliomra emlékeztetnek, de a növény valójában a spárgafélékhez tartozik.
Termése háromrekeszes, 6–10 mm hosszú, megnyúlt toktermés.
Hasonló faj az ágas homokliliom, amelynek virágzata elágazó buga.

## Előfordulása és termőhelye
Közép-És Dél-Európában, valamint Törökországban honos. Magyarországi állományai: Zemplén, Gödöllői-dombvidék, Budai-hegység, Vértes, Bakony, Tengelici-dombvidék, Turjánvidék, Nyírség, Bükk.
Száraz sziklagyepek, rétek, homoki tölgyesek, karsztbokorerdők növénye. Legalább a 16. század óta dísznövényként is ültetik.

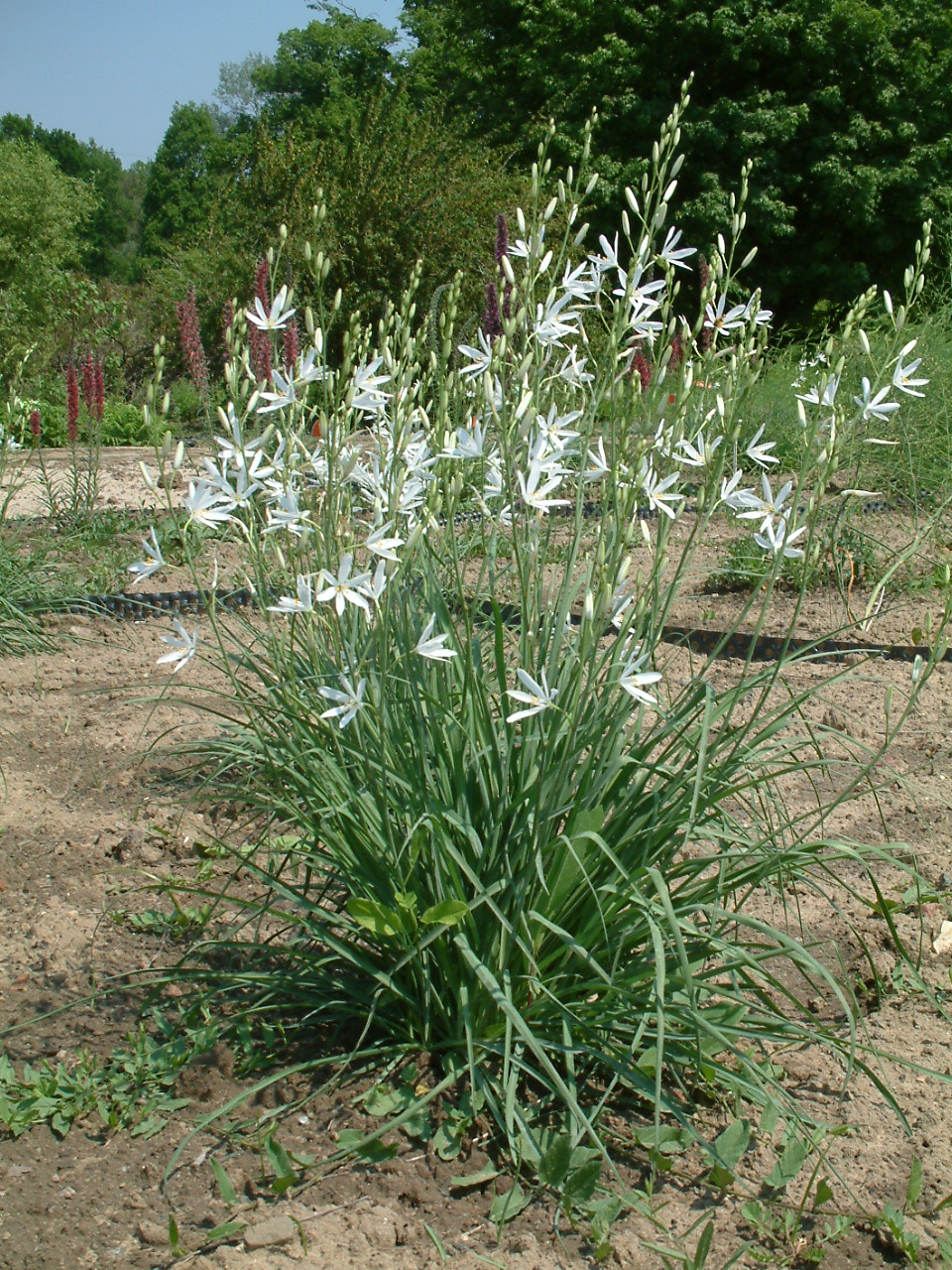
Habitusa
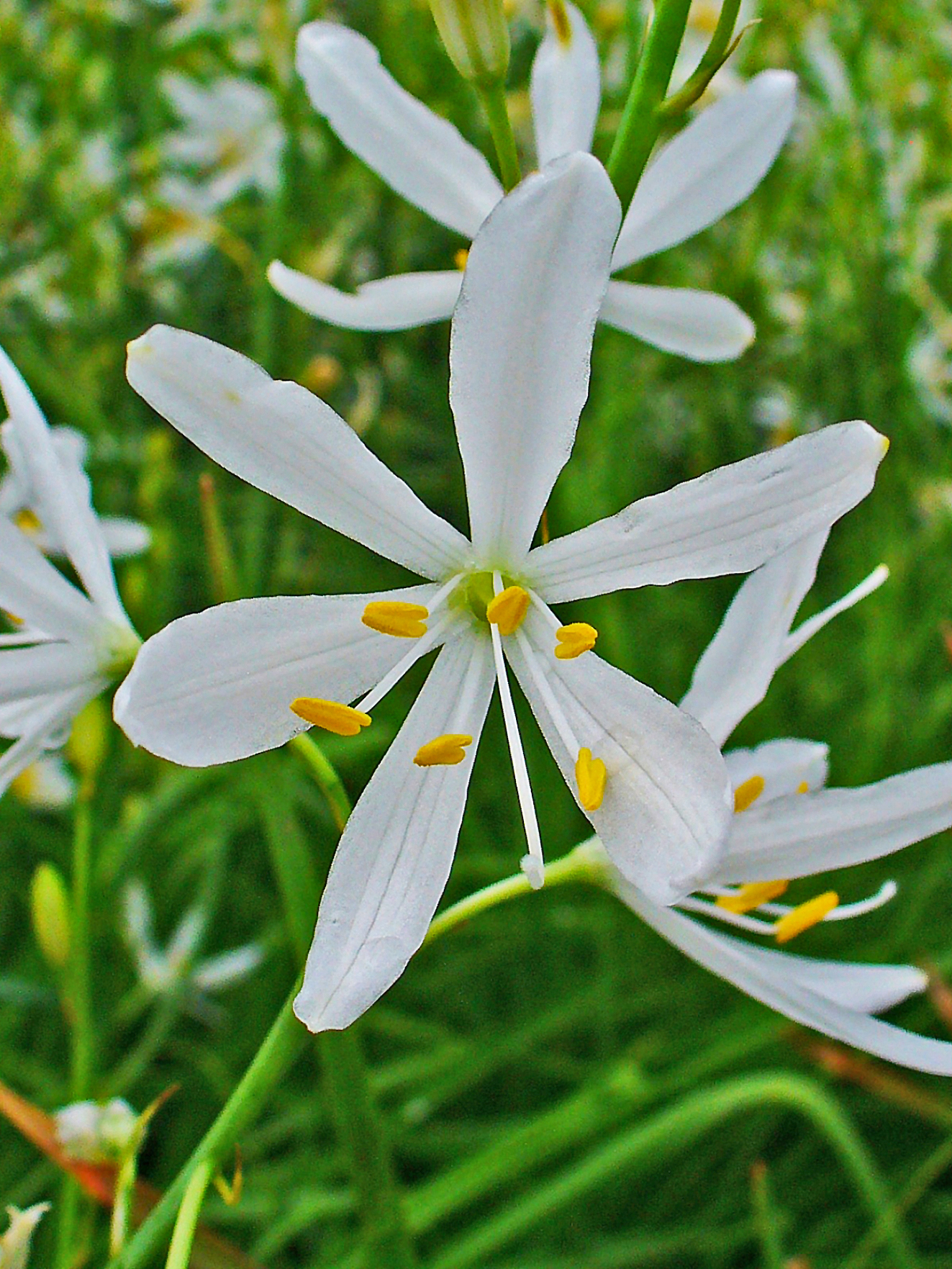
Virága közelről
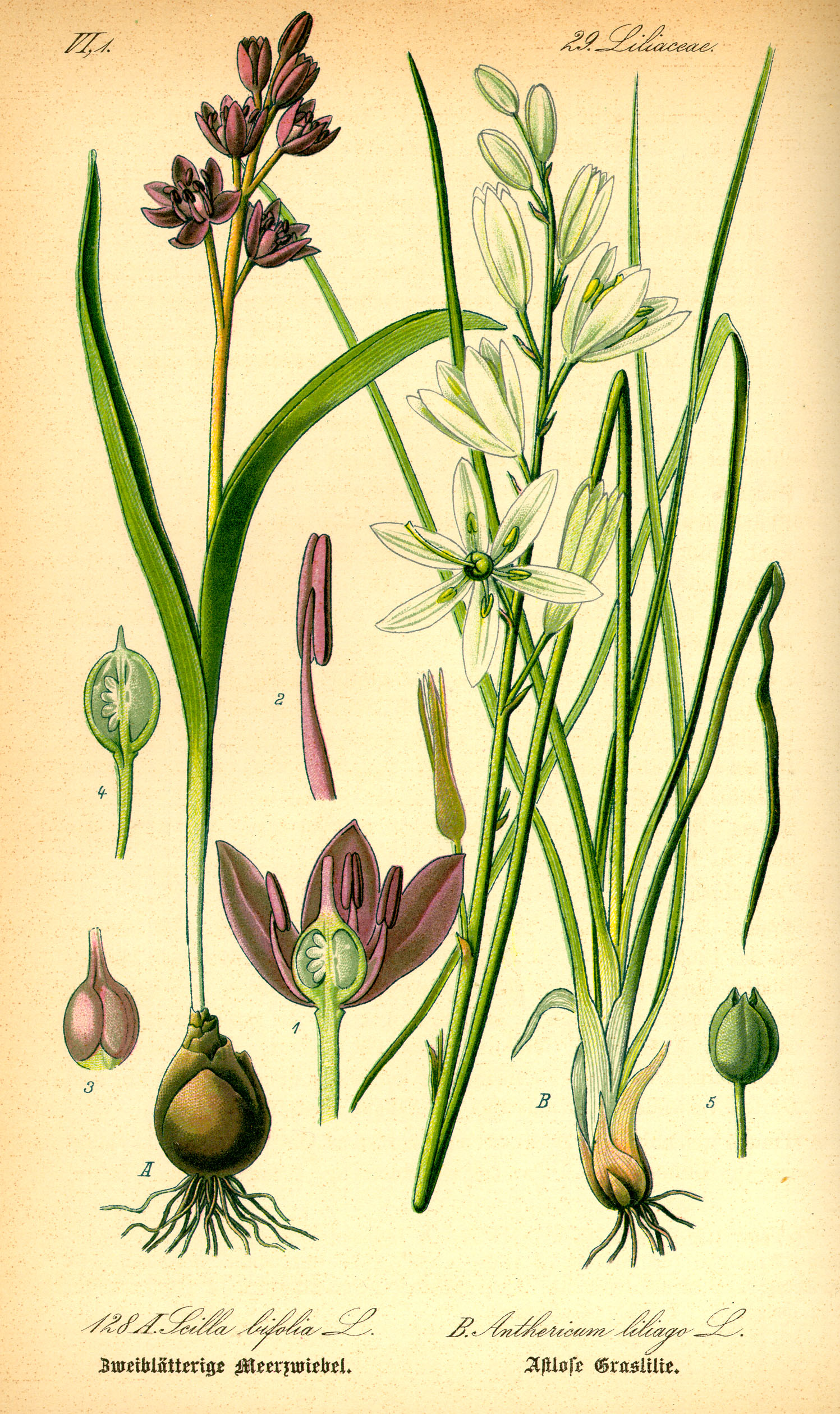
Ábrázolása (jobbra) egy német botanikakönyvben. Balra kétlevelű csillagvirág (1885)